# The Fable of the Busy Business Boy and the Droppers-In
The Fable of the Busy Business Boy and the Droppers-In è un cortometraggio muto del 1914 diretto da George Ade, un popolare scrittore - autore anche del soggetto - che in quel periodo lavorò attivamente con la Essanay, la casa di produzione di Chicago.
L'interprete principale del film era Wallace Beery.

## Produzione
Il film fu prodotto dalla Essanay Film Manufacturing Company.

## Distribuzione
Distribuito dalla General Film Company, il film - un cortometraggio di una bobina - uscì nelle sale cinematografiche USA il 5 agosto 1914.